# Hội họa triều Nguyên
Vào thời kỳ Nam Tống, mặc dù văn hóa Trung Nguyên tiếp tục duy trì trên tột đỉnh vinh quang, song đà suy yếu của chính quyền trung ương đã khiến gia tăng tâm trạng hoài cổ thoát tục trong giới nghệ sĩ. Sau cuộc chinh phục của người Mông Cổ, các chính sách cai trị của tân triều dù có lúc khắc nghiệt vẫn không làm gián đoạn mức độ phổ biến rộng rãi của nghệ thuật Trung Hoa. Thời kỳ này, dòng hội họa triều Nguyên (chữ Hán: 元朝繪畫, Anh văn: Yuan dynasty painting) như sự kế thừa những thành tựu của hội họa Nam Tống. Các họa sĩ tập trung mô tả lối sống của giới cầm quyền, chủ yếu gồm những sở thích đua ngựa và săn bắn. Dưới triều Nguyên, các họa phẩm về ngựa đã đạt tới kỹ thuật tinh xảo và có sự nở rộ về số lượng. Tuy nhiên, có lẽ do sự tồn tại của triều đại này quá ngắn, cho nên thành tựu hội họa không thực nhiều.

## Lịch sử

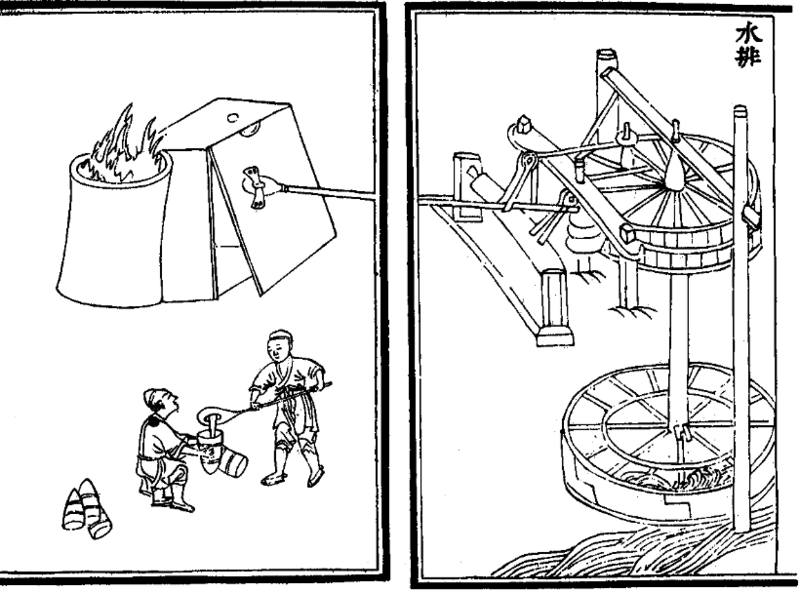
smelting machines (Yuan dynasty)
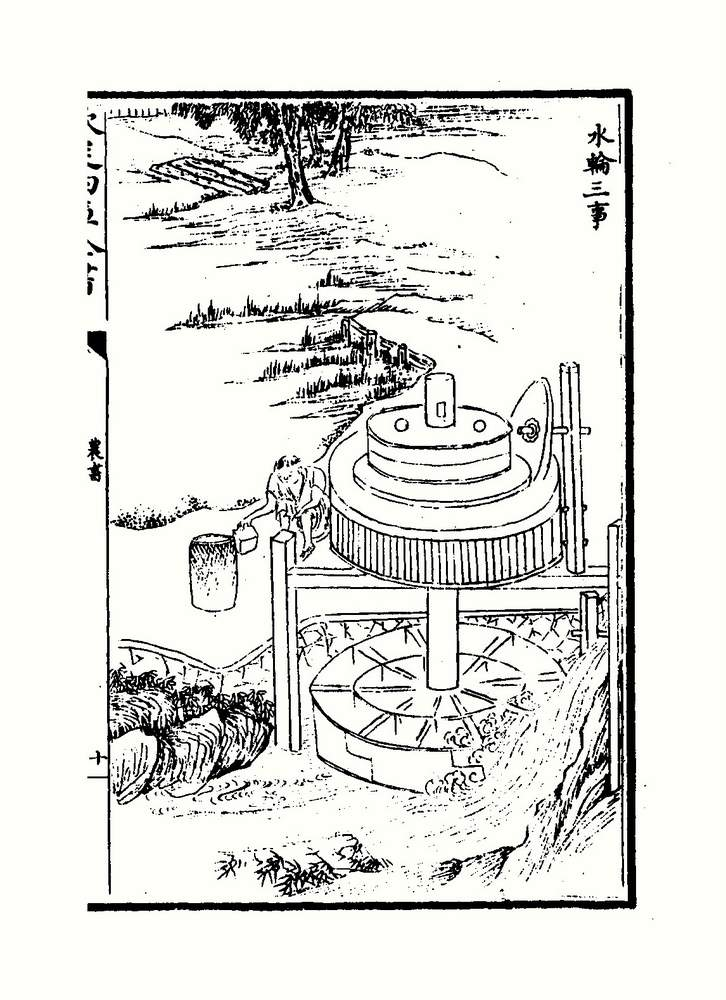
Water wheel (Yuan dynasty)
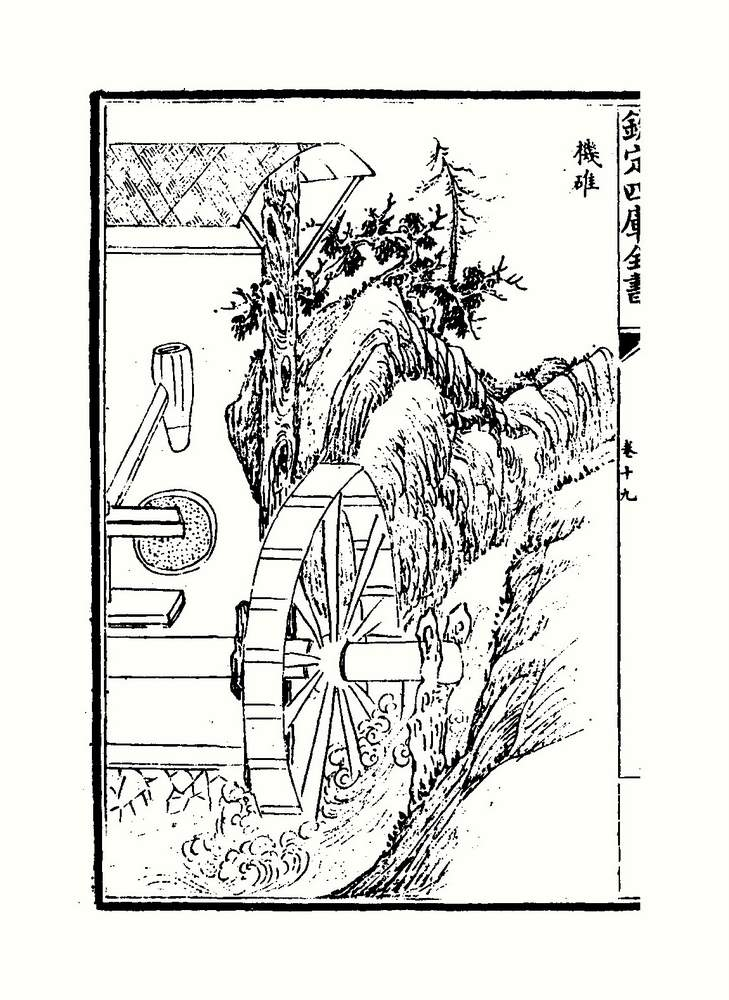
Water hammer (Yuan dynasty)
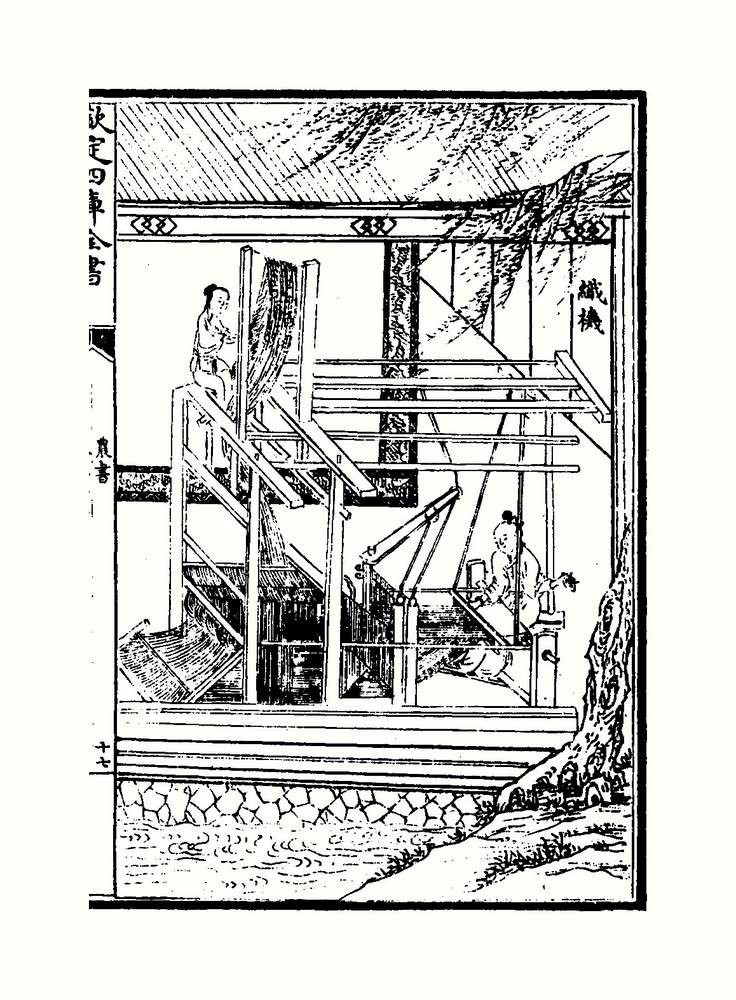
Weaving machine (Yuan dynasty)
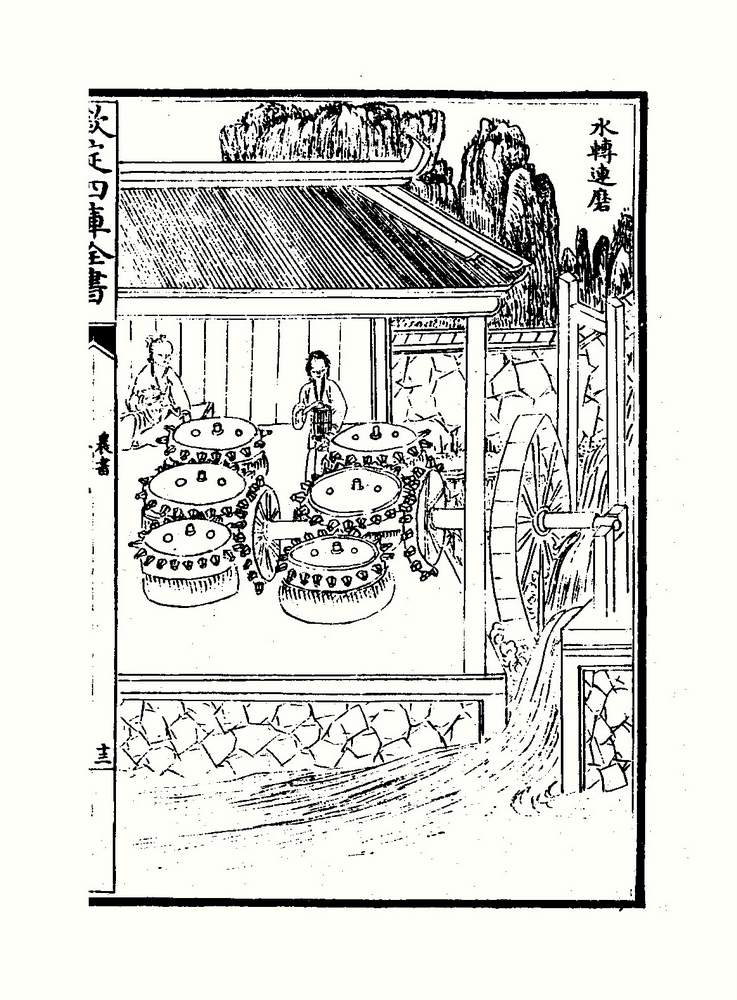
water mill gear (Yuan dynasty)
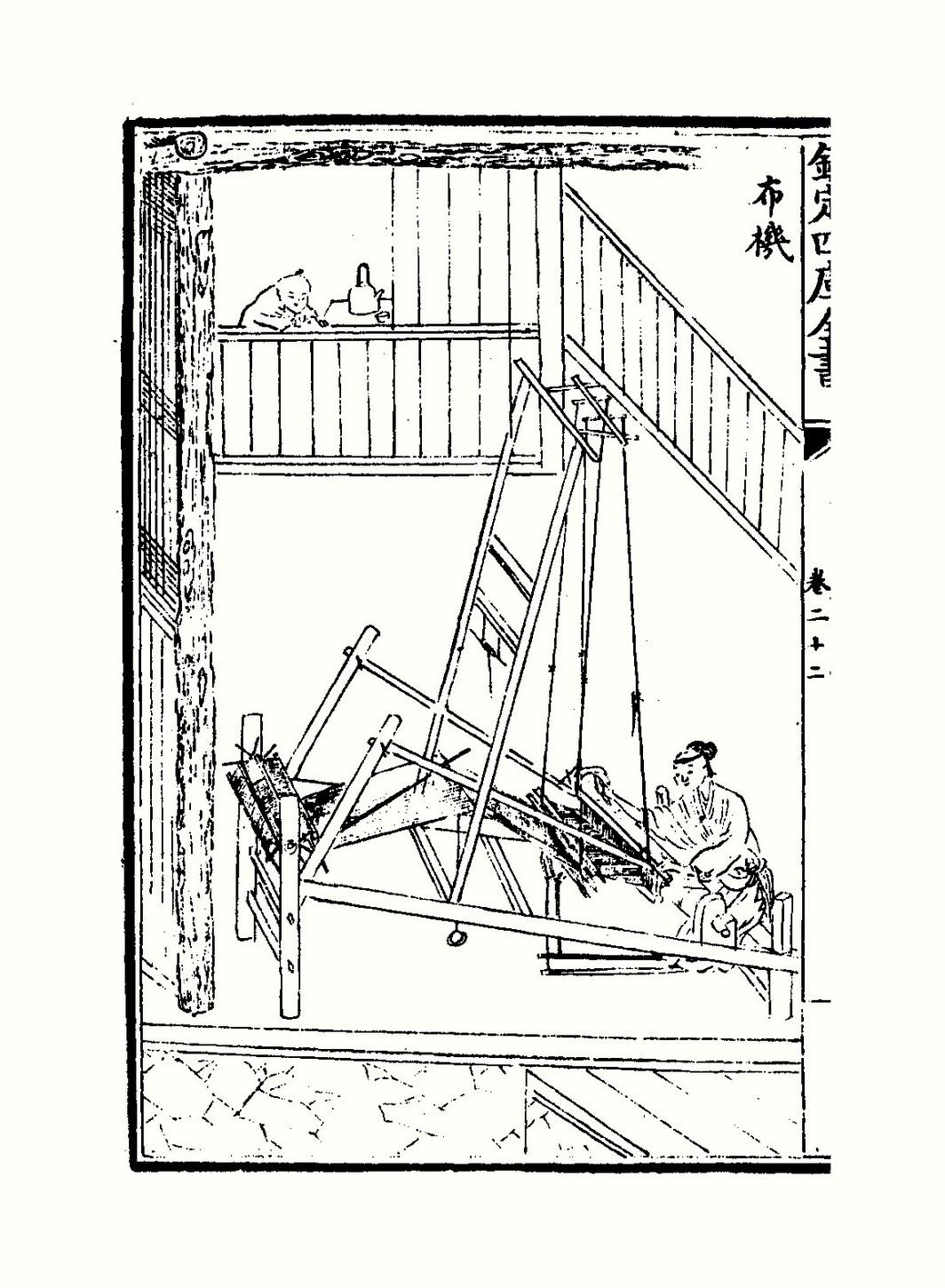
loom (Yuan dynasty)
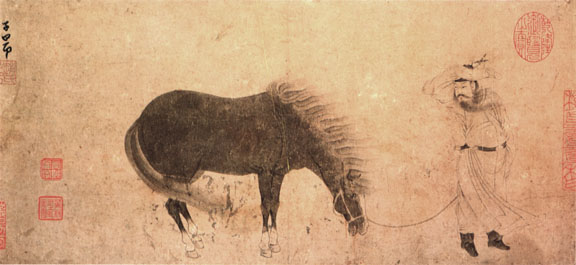
Yuan painting (Zhao Mengfu)
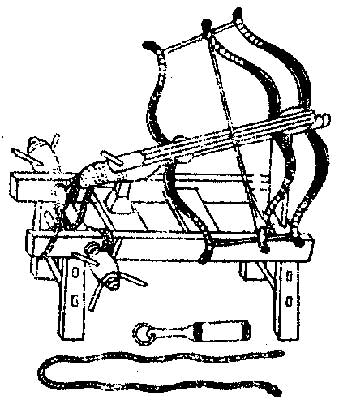
Chuangzi Nu (Yuan dynasty)
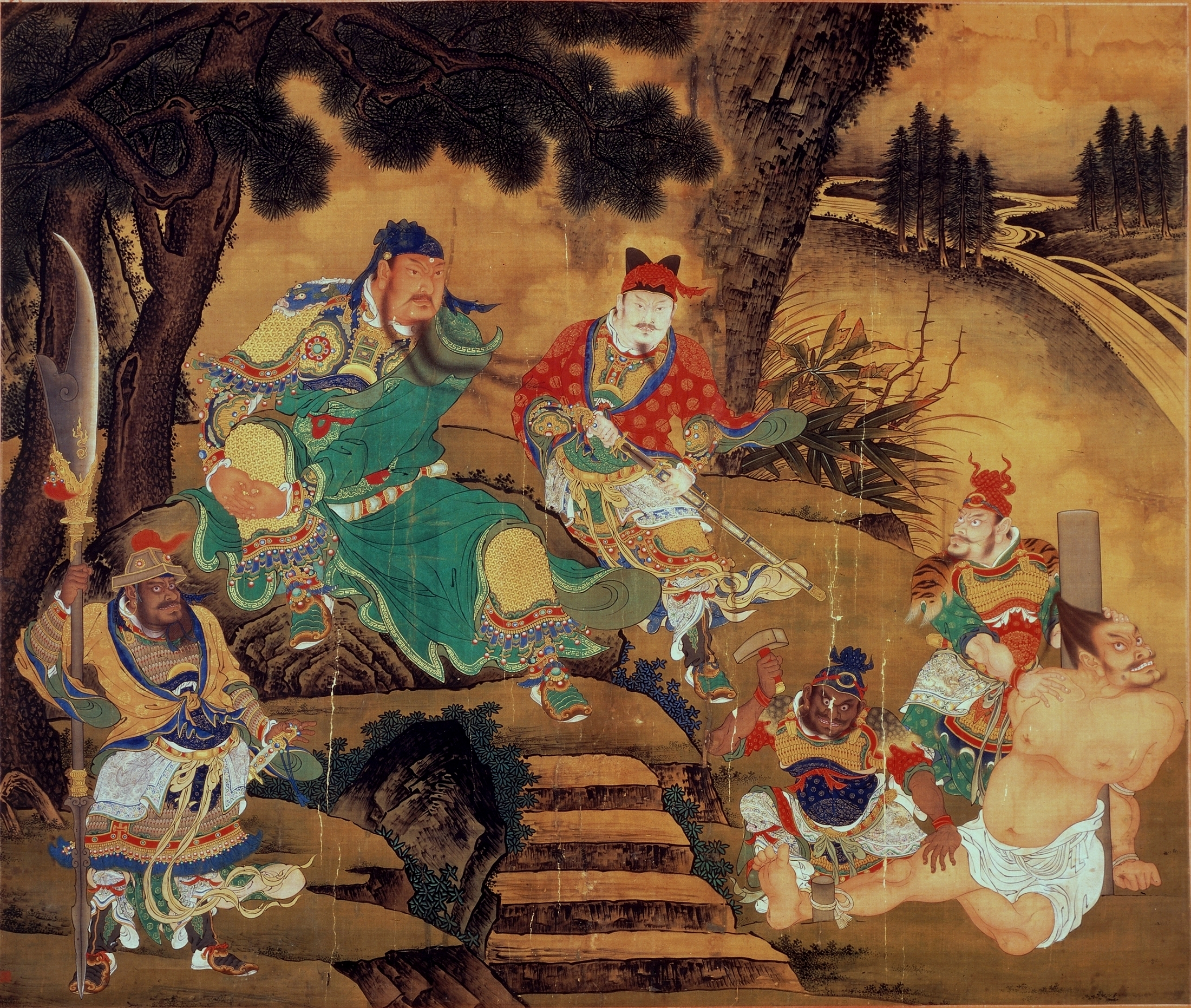
Yuan dynasty military costumes.
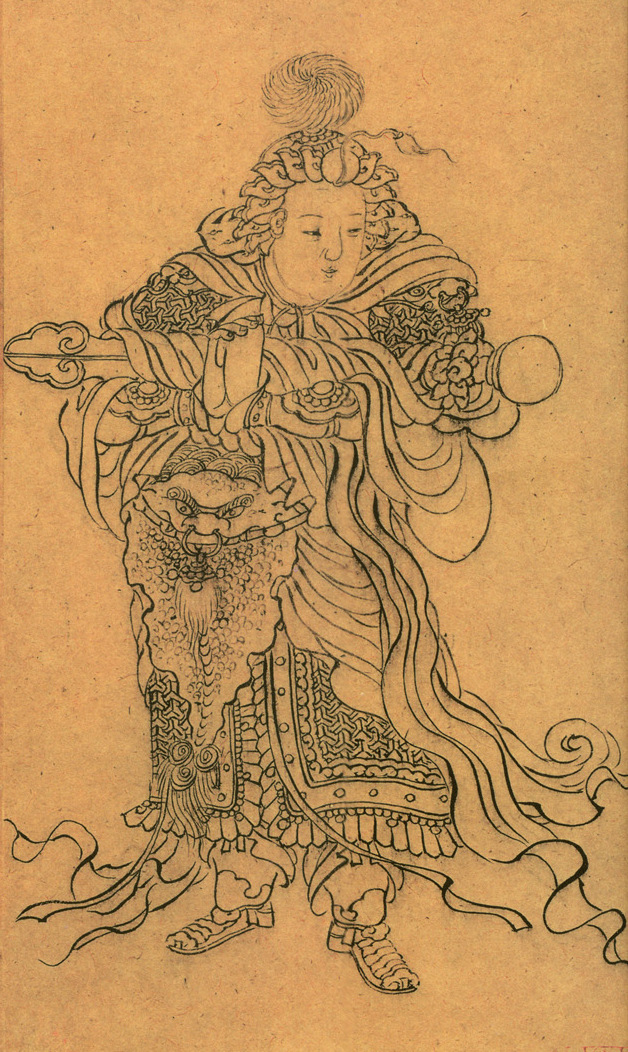
Military costume.
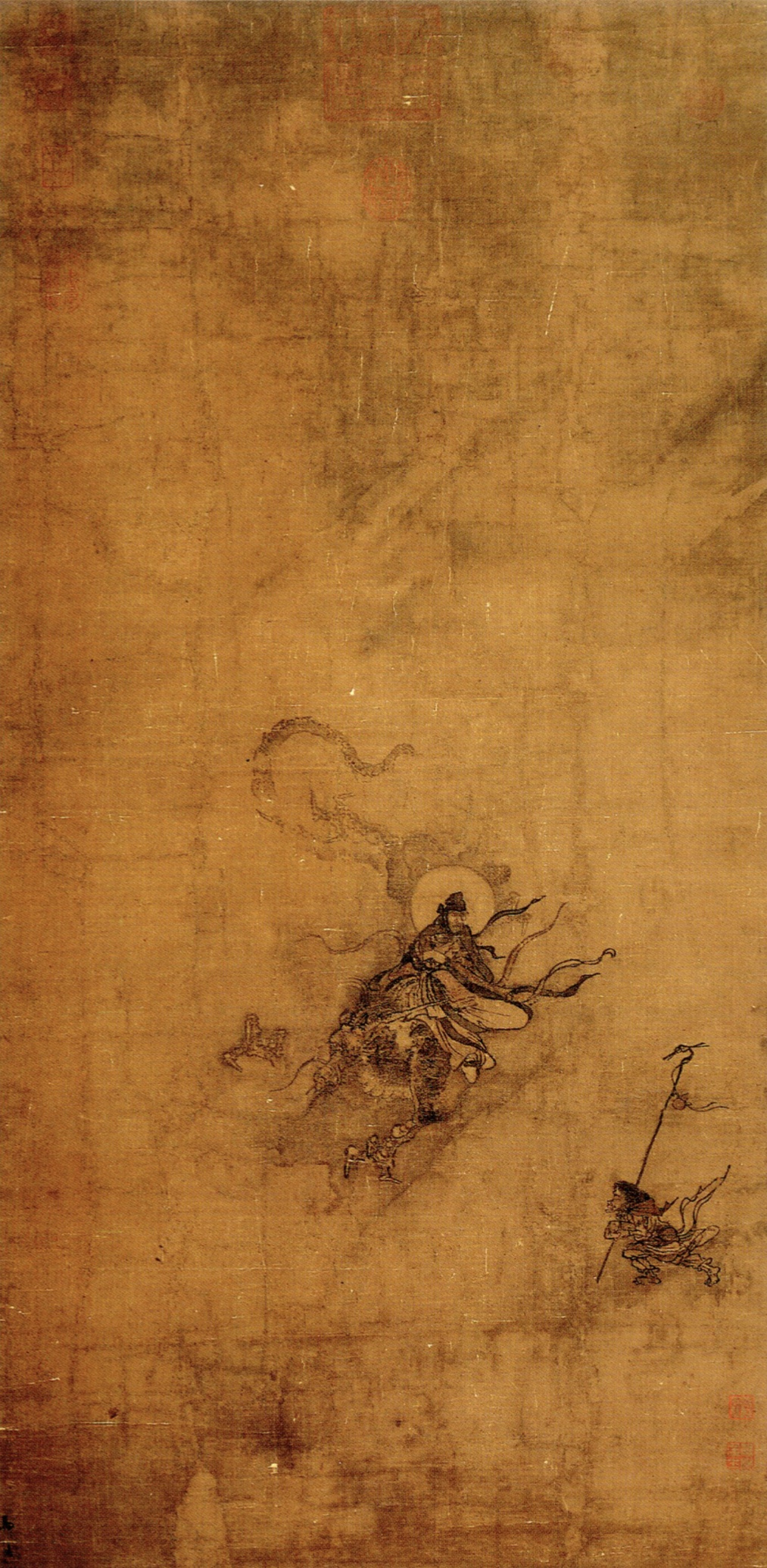
Yuan painting of a legendary figure riding on a dragon.
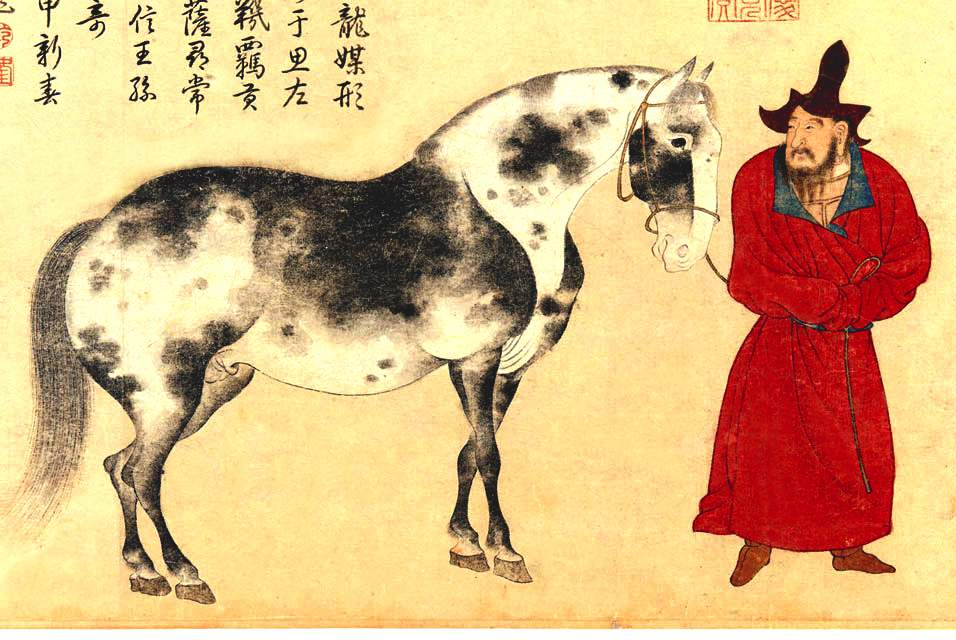
Yuan cavalry
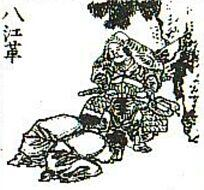
Yuan Mongol soldier
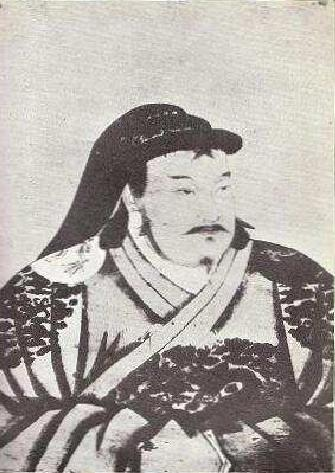
Genghis Khan's grandson, Kublai Khan during his youth